# GP Chiasso (mannen)
De GP Chiasso was een eendaagse wielerwedstrijd die jaarlijks werd gereden in de omgeving van Chiasso, Zwitserland, voor zowel mannen als vrouwen.
De zege ging zes keer naar een Italiaan, twee keer naar een Zwitser. Ook een Nederlander wist één keer te winnen: Remmert Wielinga won de editie van 2006 na een lange solo. Giuliano Figueras is de enige die de wedstrijd twee keer op zijn naam wist te schrijven. In 2008 werd de wedstrijd niet georganiseerd wegens financiële problemen.

## Erelijst

### Meervoudige winnaars
| Overwinningen | Renner            | Land   | Jaren      |
| ------------- | ----------------- | ------ | ---------- |
| 2             | Giuliano Figueras | Italië | 2000, 2003 |

### Overwinningen per land
| Overwinningen | Land                                                 |
| ------------- | ---------------------------------------------------- |
| 6             | Italië                                               |
| 2             | Zwitserland                                          |
| 1             | Luxemburg , Letland , Nederland , Rusland , Oekraïne |